# Ceglie Messapica

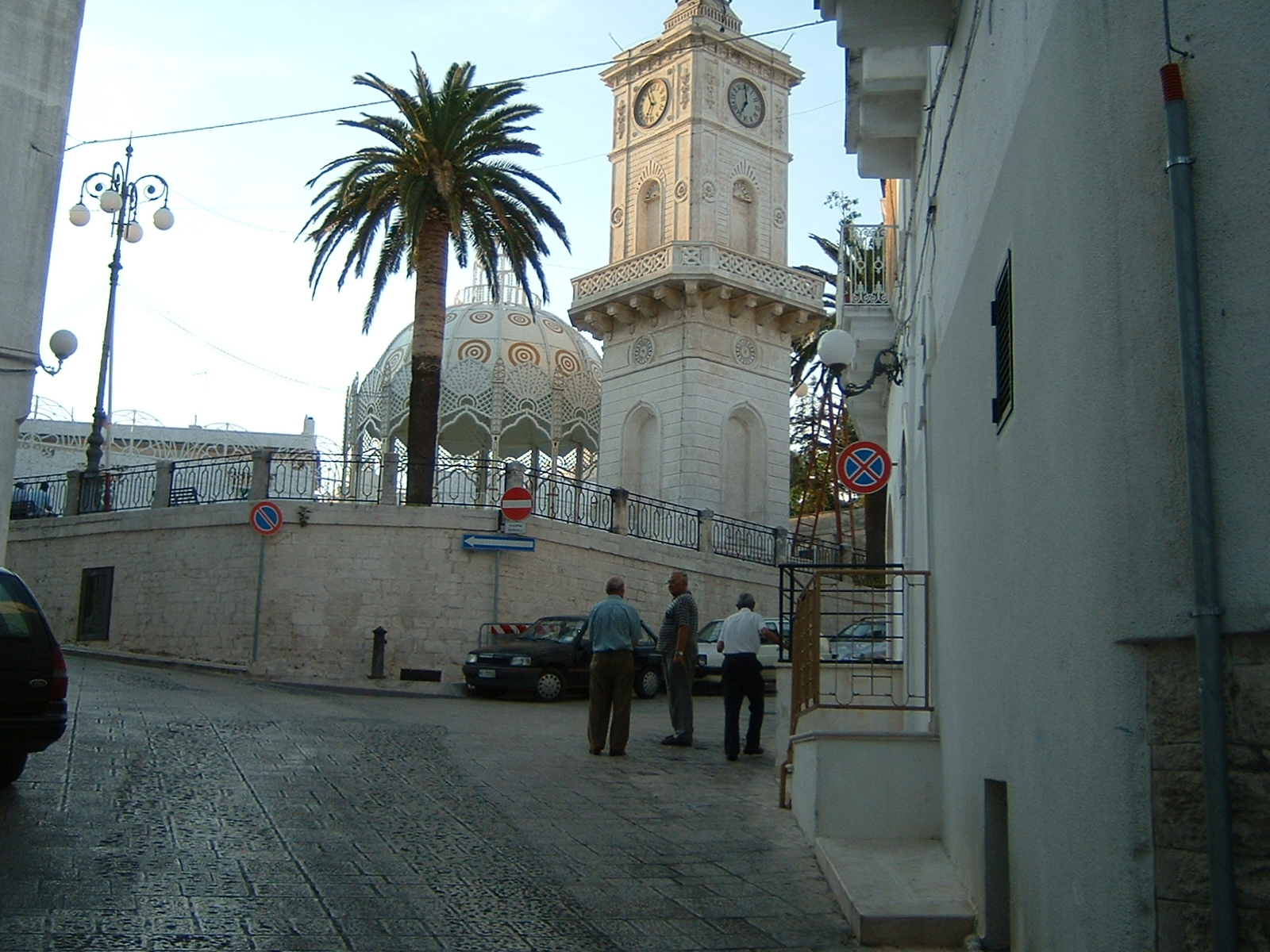
Turmuhr in der Altstadt mit Festbühne

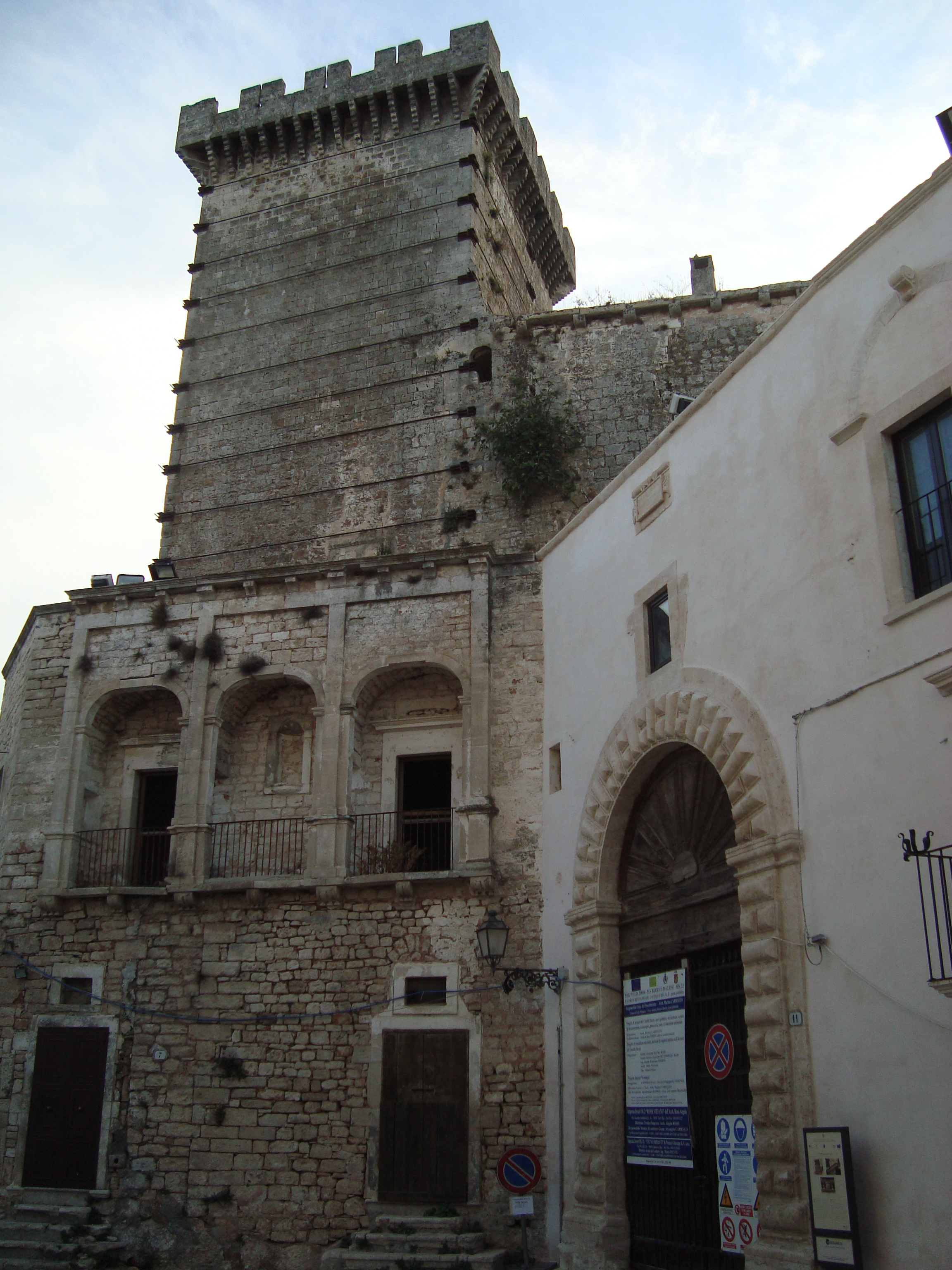
Castello Ducale

Ceglie Messapica ([ˈtʃeʎʎe mesˈsaːpika]; bis 1988 Ceglie Messapico) ist eine Kommune in Apulien.

## Geografie
Die Gemeinde hat 18.636 Einwohner (Stand 31. Dezember 2023). Sie liegt in der Provinz Brindisi an der Ostküste Italiens, 35 km westlich der Stadt Brindisi. Ceglie liegt auf einem etwa 300 Meter hohen Hügel.
Die Nachbargemeinden sind Francavilla Fontana, Martina Franca (TA), Ostuni, San Michele Salentino, Villa Castelli.

## Geschichte

### Urgeschichte
Archäologische Funde deuten darauf hin, dass die Gemarkung der Gemeinde schon vor 4000 Jahren besiedelt war. „Kailia“ wurde zu einem wichtigen militärischen und wirtschaftlichen Zentrum der Messapier. Später kam die Gegend unter römische Herrschaft. Die Funde aus zahlreichen Grabungen befinden sich heute im Archäologischen Nationalmuseum Tarent und in privaten Sammlungen.

### Entwicklung der Einwohnerzahl
Volkszählungsergebnisse

## Sehenswürdigkeiten
Der Specchia Miano hat einen Durchmesser von 20 bei einer Höhe von 11 Metern und ist damit einer der größten Steinhügel in Apulien. Paretone (plur. Paretoni) sind Reste dicker Mauern die 5. bis 4. Jahrhundert v. Chr. das Verteidigungssystem von Ceglie Messapica gebildet haben.
Zwischen dem 16. und 18. Jahrhundert entstand das „Castello Ducale“, Wahrzeichen des Ortes und in dessen Wappen abgebildet. Aus dieser Zeit stammt auch die „Chiesa Collegiata“ mit einem zugehörigen Kloster im Barock-Stil.
Am 13. Juni findet das Fest des San Antonio, am 26. Juli das Fest der Santa Anna und am 16. August das Fest des San Rocco statt.

## Verkehr
Der Bahnhof von Ceglie Messapica liegt an der Bahnstrecke Martina Franca–Lecce.

## Wirtschaft
Die Stadt leidet unter dem Einbruch der produzierenden Industrie im benachbarten Brindisi und Taranto. Die Textilbranche floriert. Die Landwirtschaft, insbesondere der Olivenanbau und auch der Weinbau spielen noch eine große Rolle.
Der wachsende Tourismus wartet auf seine weitere Entwicklung: Einige „masserie“ (Bauernhöfe) sowie „Trulli“ in der ländlichen Umgebung Ceglies wurden wiederhergerichtet, ausgebaut und werden als Urlaubsunterkünfte angeboten. Die Besucher kommen überwiegend aus Norditalien und Großbritannien. Die Gastronomie floriert.

## Sport
Im August findet in der Innenstadt das alljährliche und internationale Radrennen Coppa Messapica statt.
Im Basketball sind die Cegliesi durch den Club Basket Ceglie sehr gut vertreten. Die Anhängergruppierung Ultrasceglie sorgt bei Heimspielen für gute Stimmung. Die örtliche Fußballmannschaft spielt in der siebten Liga.

## Söhne und Töchter
- Domenico Caliandro (* 1947), römisch-katholischer Geistlicher, Erzbischof von Brindisi-Ostuni
- Teresa Bellanova (* 1958), Politikerin
- Gianfranco Gallone (* 1963), römisch-katholischer Geistlicher, Erzbischof und Diplomat des Heiligen Stuhls